# 松尾村 (香川県)
松尾村（まつおそん）は、香川県大川郡にあった村。

## 歴史
- 1890年（明治23年）2月15日 - 町村制施行に伴い、寒川郡田面村・富田東村の区域を以て松尾村が成立。
- 1899年（明治32年）4月1日 - 大川郡の所属となる。
- 1936年（昭和11年）6月16日 - 村内の堤防上の道路で路線バスが路外に転落。大川高等女学校の生徒ら16人が重軽傷を負う事故となった[2]。
- 1955年（昭和30年）4月15日 - 大川郡富田村と新設合併し、大川村が発足。同日松尾村廃止。